# Barbara Blaine
Barbara Blaine bila je osnivačica i predsjednica Mreže osoba preživjelih svećeničko zlostavljanje (SNAP, engl. Survivors Network of those Abused by Priests), nacionale zagovaračke skupine za osobe koje su preživjele klerikalno seksualno zlostavljanje. Navodi da ju je svećenik seksualno zlostavljao tijekom njezinih tinejdžerskih godina od niže srednje škole sve do mature (zlostavljanje se zbivalo 1969. – 1974.). Objavila je to 1989. godine. Svećenik Chet Warren udaljen je sa službe i laiciziran nakon što su ona i drugi istupili u javnost o tome.
Blaine je rođena u Toledu u Ohiju. Na Sveučilištu u St. Louisu stekla je naziv prvostupnice, naziv magistrice socijalnog rada na Washingtonovu sveučilištu u St. Louisu, a naziv pravnice na Pravnom fakultetu DePaulova sveučilišta.
Blaine je radila kao laička misionarka na Jamajki prije nego što se preselila u čikaški Edgewater 1983. godine radi preuzimanja posla u Pax Christiju, međunarodnom katoličkom mirovnom pokretu. Potom je jedno desetljeće obavljala posao u Katoličkom radniku, društvenoservisnoj agenciji. Blaine je također otvorila ustanovu za beskućnike u samostanu u sada zatvorenoj katoličkoj crkvi Little Flower na South Sideu. Godine 2002. radila je kao pomoćnica javnog branitelja okruga Cooka u uredu Patricka Murphyja.

## Više informacija
- David Clohessy, glasnogovornik SNAP-a

## Vanjske poveznice
- SNAP (Survivors Network of those Abused by Priests)
- Najkontroverznije istaknute točke u Ottavianijevoj direktivi iz 1962. (engleski)

### Članci o Barbari Blaine
- Toledo native Barbara Blaine crusades against sexual abuse in the Catholic church Toledo City Paper, cover story, 29. travnja-5. svibnja 2004., Billa Frogamenija
- MS Magazine - Women of the Year (2002)
- Survivor groups gain support amid priest scandal - Chicago Tribune
- How Deep the Scars of Abuse? - Washington Post